# Beremendi Cementgyár
A Beremendi Cementgyár egy működő cementgyár közel Magyarország legdélebbi pontjához, a Siklósi járásban. A 163 főt foglalkoztató, cementet termelő gyár Nagyharsány és Beremend mellett bányászati tevékenységet is folytat. A gyárban 2009 közepén fejeződtek be a fejlesztési munkák, melyek révén a gyár hatékonyabban és környezetbarát technológiával működhet.

## Fekvése
A gyártelep Beremend közigazgatási területének északnyugati részén létesült, a belterülettől aránylag távol (a központtól mintegy 3,5-4 kilométerre); közelebb fekszik Kistapolca község lakott részeihez, melyektől alig másfél kilométer távolságban található. Közúti elérésé az 5708-as út biztosítja, vasúti elérését pedig a Középrigóc–Villány-vasútvonal egy szárnyvonala, amelynek a gyárhoz csatlakozó, 1969-ben épült teherforgalmi állomása a legdélebbi fekvésű állomás a mai Magyarország összes vasútforgalmi létesítményei között.

## Története
Beremenden 1909 óta folyik cementgyártás. A jelenlegi gyárat az 1960-as évek végén kezdték építeni, és 1972 óta működik. A teljes magyar cementipar, valamint az ágazathoz tartozó szolgáltatói szektor és infrastruktúra jelentős része a privatizáció után két külföldi cég tulajdonába került (a svájci Holderbank és a német Heidelberger Zement AG). A rendszerváltás után még öt cementgyár üzemelt hazánkban. A lábatlani és a hejőcsabai a svájciaké, a beremendi és a Dunai Cement- és Mészmű (DCM) váci üzeme a németeké lett. Az utóbbi kettő Duna-Dráva Cement Kft. néven egyesült.
2007-től két éven át rekonstrukciót tartottak a gyárban. Tizenötmilliárd forintba került a korábban működő két kemence helyére egy nagyobb teljesítményű, de kisebb energiafogyasztású kemence építése, melyhez új hőcserélő torony is készült. Sikerült a vasbeton tornyot a régi, még működő kemencék szomszédságában felhúzni. A fejlesztés környezetvédelmi szempontból sem volt elhanyagolható. Ezentúl a korábban használt fosszilis energiahordozók mellett alternatív tüzelőanyagokat, például gumigranulátumot és biomasszát is hasznosíthat a gyár. Ezek több szempontból előnyösek a cementalapanyag, a klinker gyártása során.